# Kastro (Thasos)
Der Ort Kastro (griechisch Κάστρο (n. sg.), auch Castro) befindet sich im Zentrum der Insel Thasos auf einem Hochplateau (470–500 m. ü. d. M.) nordwestlich von Theologos. Laut der griechischen Volkszählung 2011 leben in Kastro noch neun Einwohner.
Die Ansiedlung wurde erstmals im Jahre 1434 in Verbindung mit der dortigen Errichtung einer Festung (Akropole) unter der Herrschaft des Genuesers Dorino I. Gattilusio durch seinen Inselverwalter Umberto Grimaldi erwähnt. Kastro wurde bei den Jahrhunderte andauernden Pirateneinfällen für die Bevölkerung aus den küstennahen Ansiedlungen zu einem der Fluchtorte im Inneren der Insel. Nach dem Fall von Konstantinopel im Jahr 1453 kam eine große Zahl von Griechen auf die Insel, die sich überwiegend in Theologos und Kastro niederließen.
Unter osmanischer Verwaltung erscheint der Ort im Jahre 1519 unter dem Namen ’’Genichisar’’’ (Γενίχισαρ). Aufgrund seiner abgelegenen und unwirtlichen Lage blieb es eine ärmliche Ansiedlung, die 1856 nur 60 Häuser aufwies. Außer der Athanasios-Kapelle mit dem eingemauerten Wappen der Gattilusio findet sich auf dem Akropolen-Felsen das alte Beinhaus des Dorfes.
Ende des 19. Jahrhunderts gründeten die Bewohner des mittelalterlichen Bergdorfes den Ort Kalyvia und den Küstenort Limenaria und kehrten an die südliche Küste der Insel zurück. Die Gebäude auf der Hochebene verfielen, werden jedoch seit den 1960er Jahren wieder aufgebaut und restauriert.

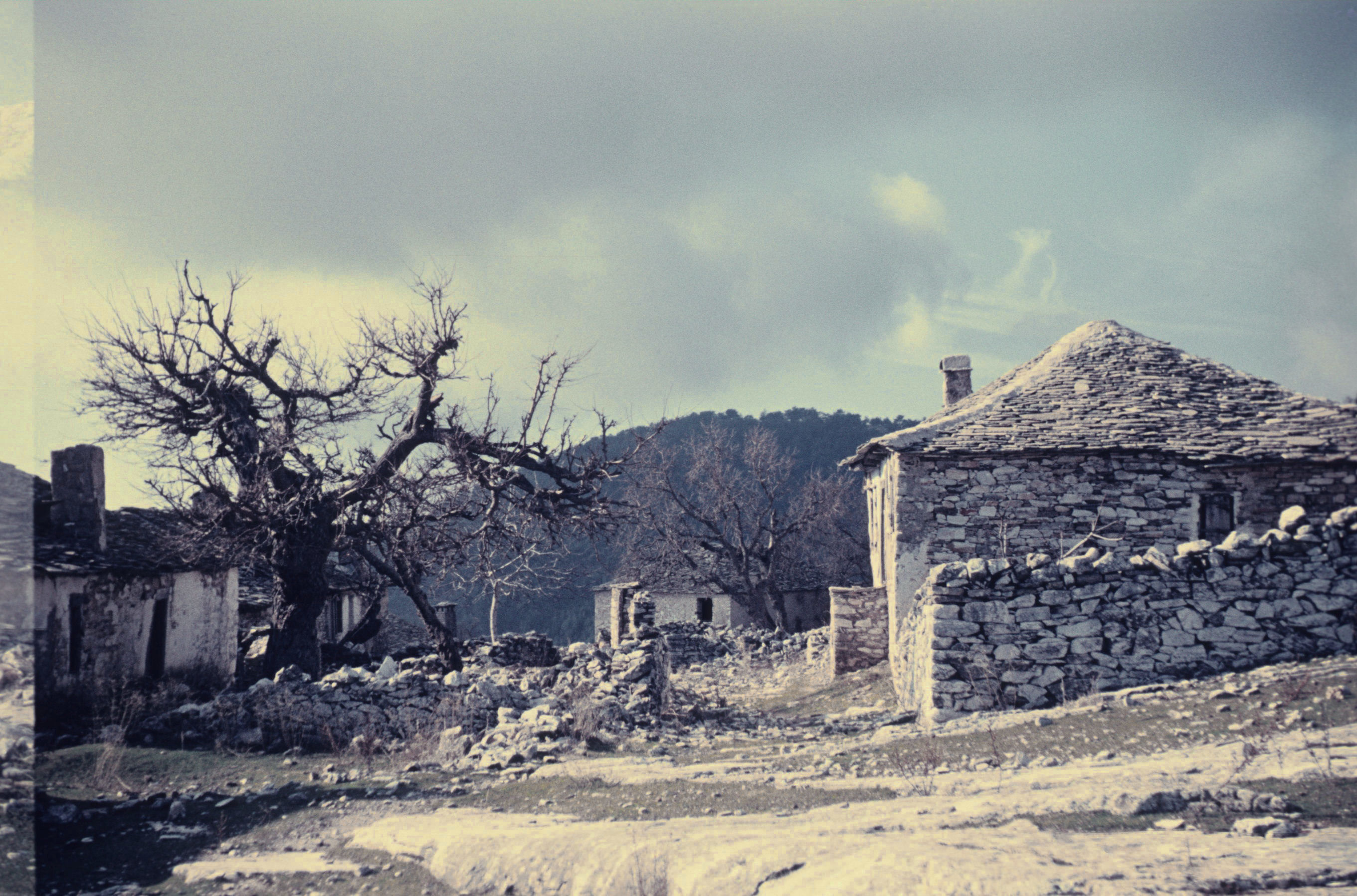
Beginnender Wieder-aufbaus in Kastro (1956)
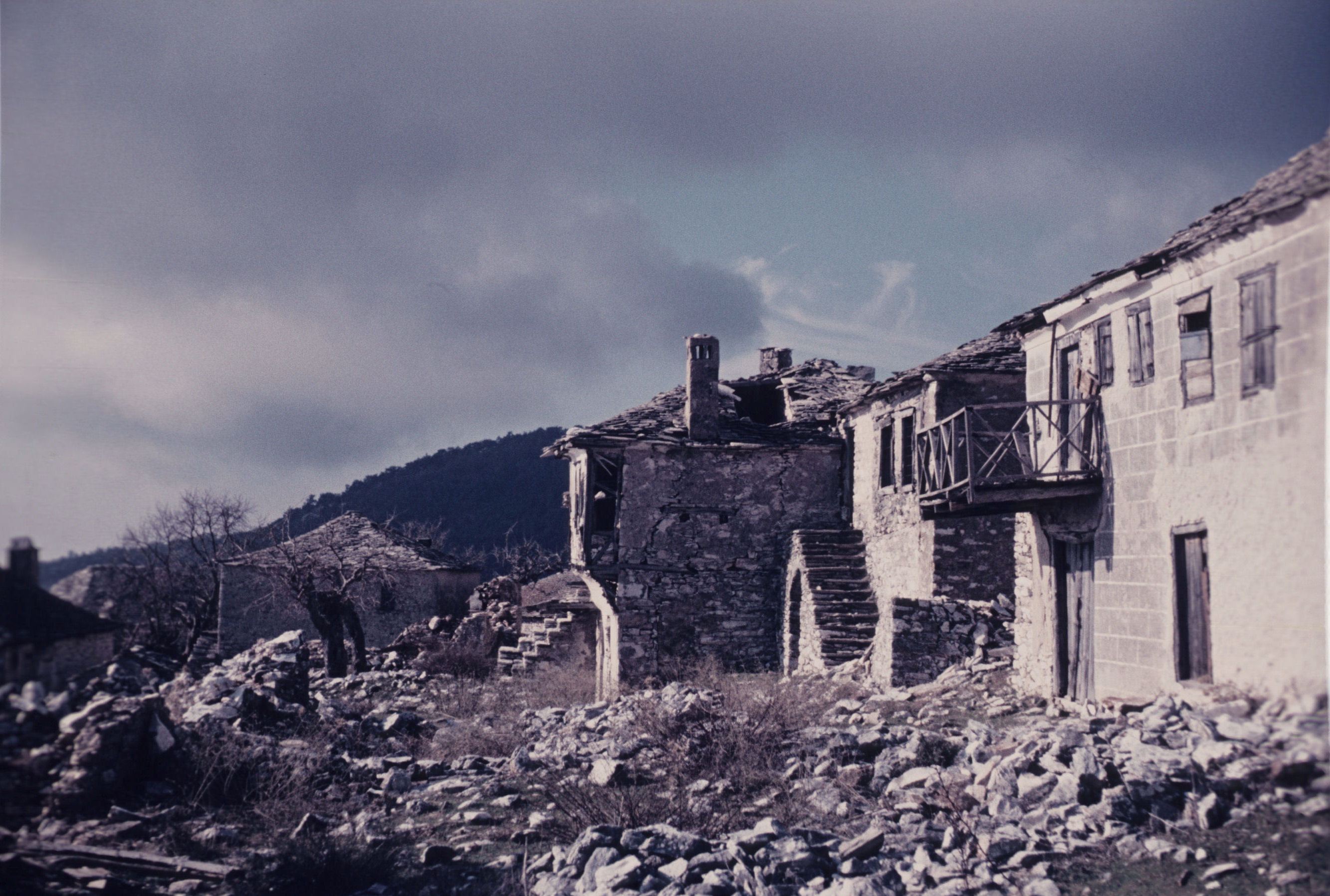
Verfall und Wiederaufbau in Kastro (1956)
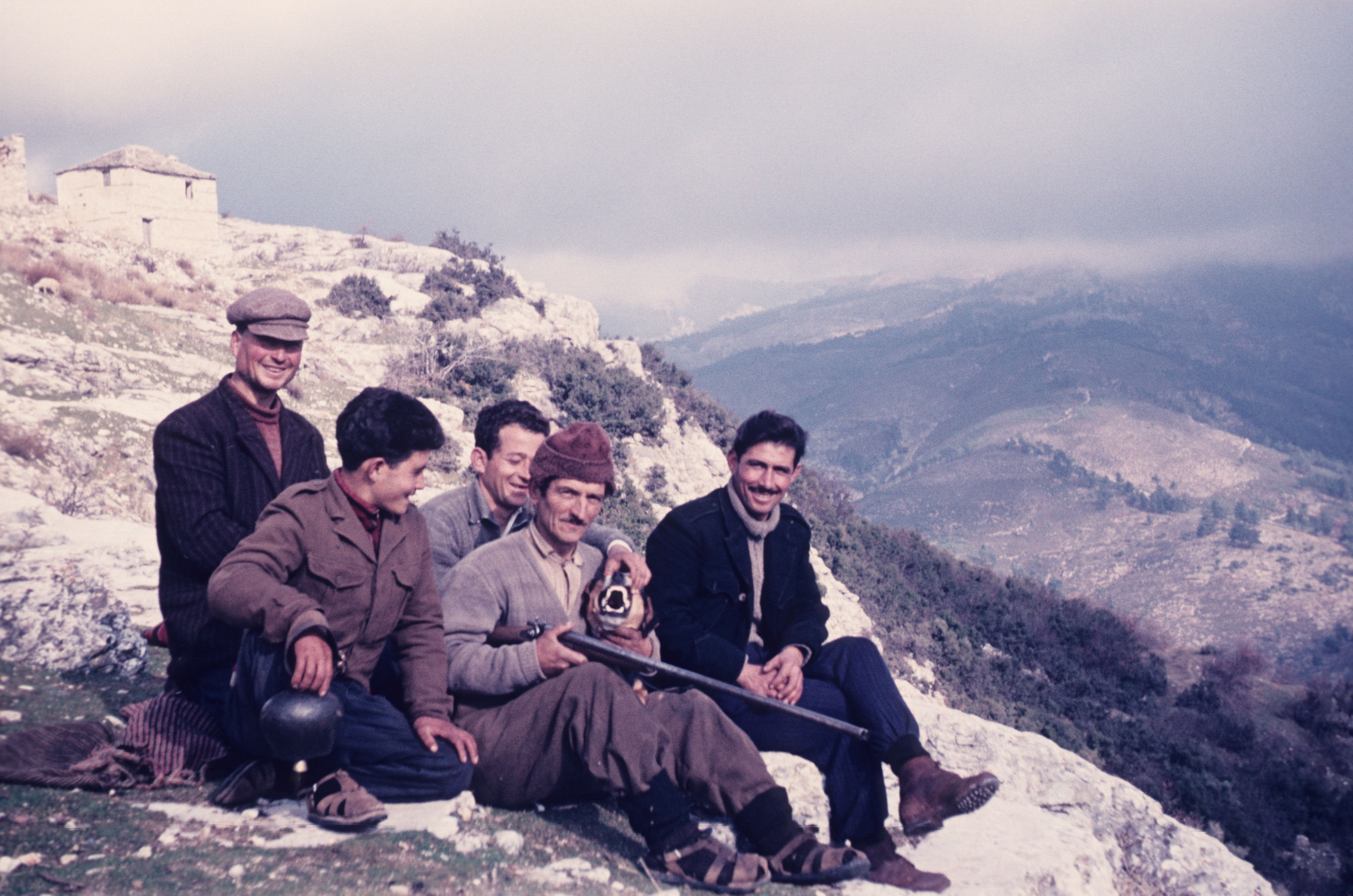
Jagdgesellschaft in Kastro (1956)
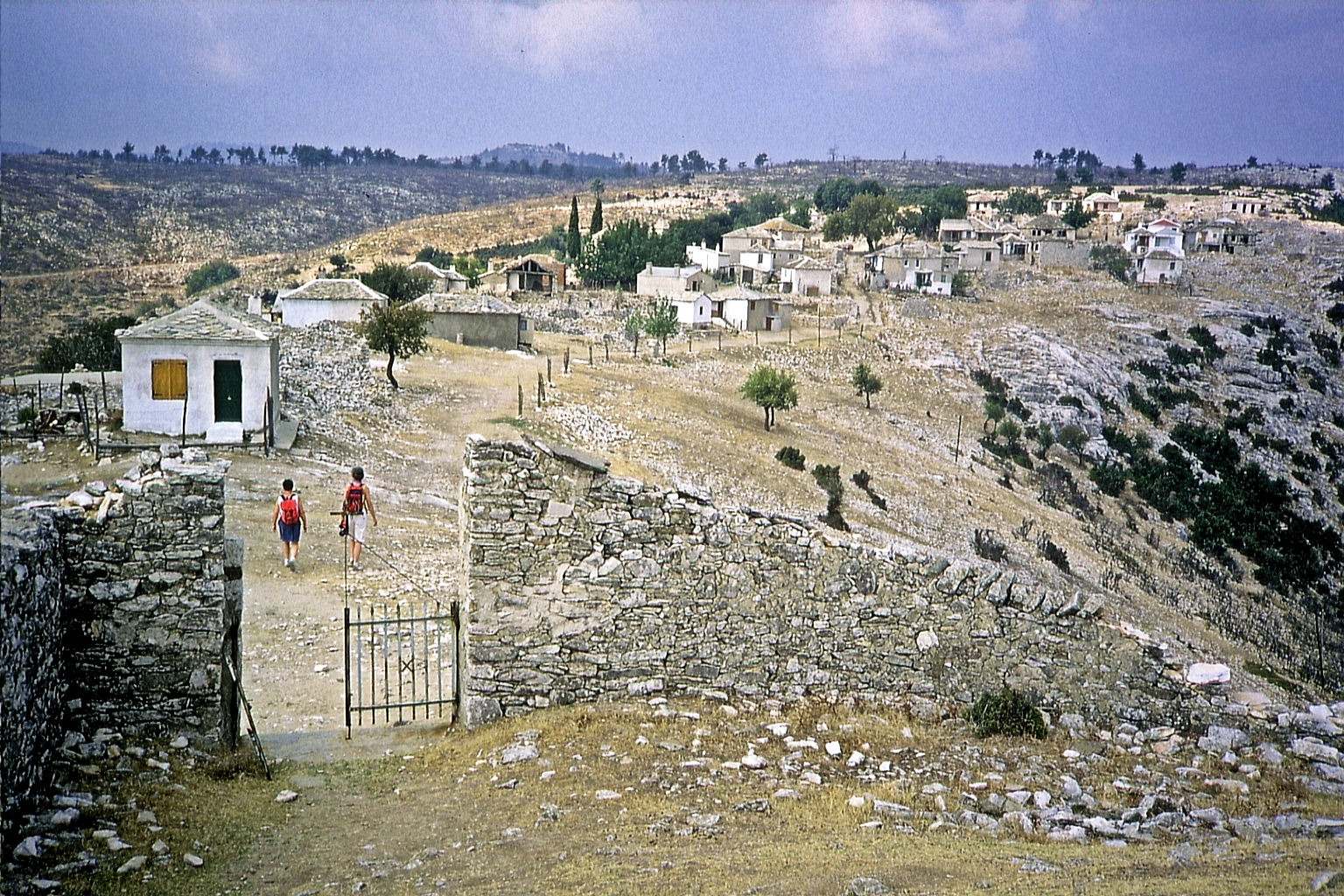
Wiedererstandene Siedlung Kastro (1989)
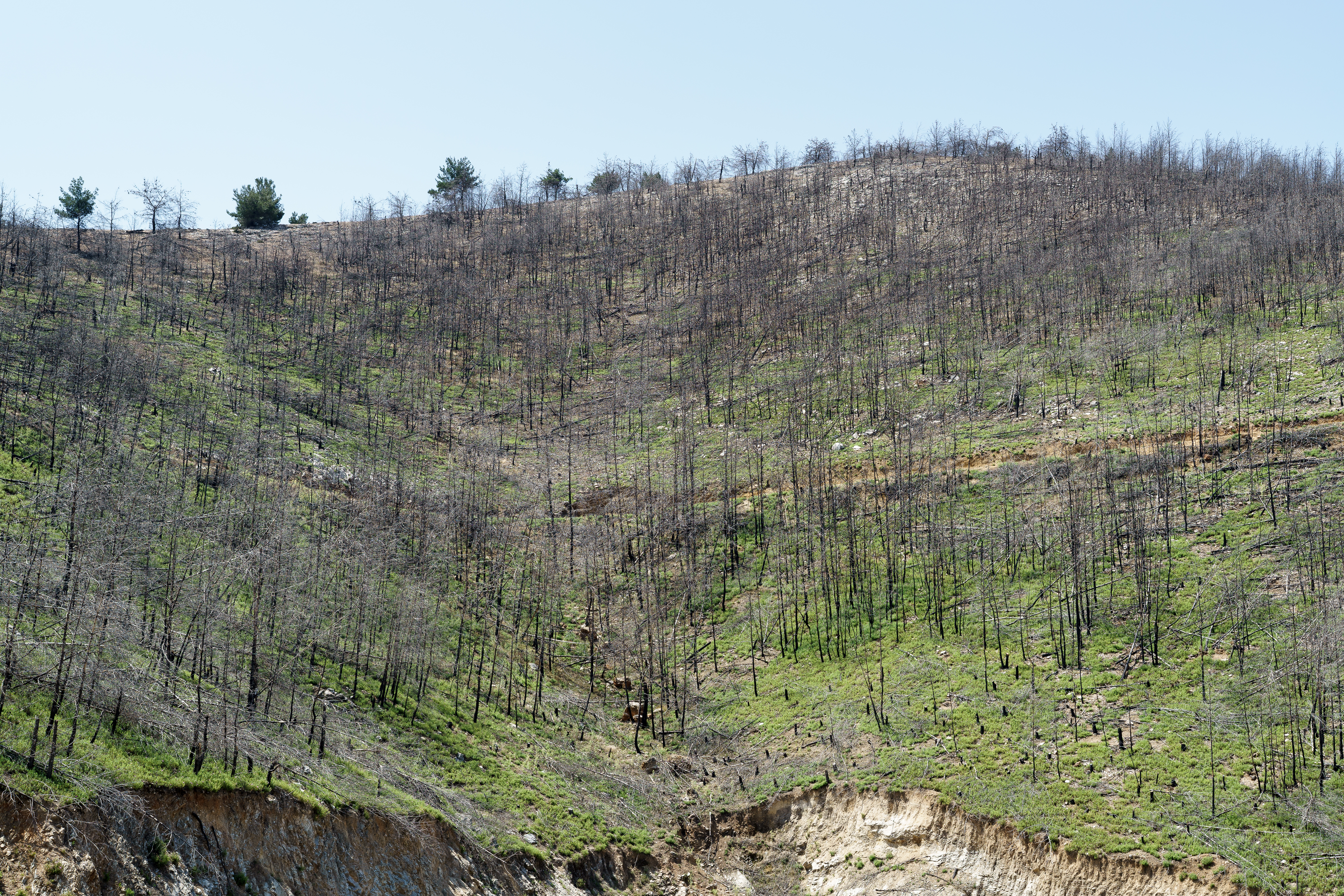
Verbrannter Wald nahe Kastro